# Entelopes subsimilis
Entelopes subsimilis là một loài bọ cánh cứng trong họ Cerambycidae.